# Mohamed Muruli
Mohamed Muruli (także Muhammad Muruli; ur. 13 lipca 1947, Kichwamba, zm. w 1995 w Fort Portal) – ugandyjski bokser, uczestnik Letnich Igrzysk Olimpijskich 1968 i Letnich Igrzysk Olimpijskich 1972, medalista Igrzysk Wspólnoty Narodów. 
W 1968 roku na igrzyskach olimpijskich w Meksyku, startował w wadze lekkiej. W pierwszej fazie miał wolny los. W kolejnej, zmierzył się z Chilijczykiem Luisem Muñozem, z którym wygrał na punkty (5-0). W następnej walce pokonał 4-1 reprezentanta Wenezueli Armando Mendozę. W walce promującej zwycięzcę do strefy medalowej przegrał z Amerykaninem Ronniem Harrisem (0-5). 
Na igrzyskach w Monachium startował w wadze lekkopółśredniej, jednak już w pierwszej rundzie odpadł z rywalizacji po porażce z Calistratem Cuțovem z Rumunii (1-4).
Muruli był dwukrotnym złotym medalistą Igrzysk Wspólnoty Narodów. W 1970 roku na Igrzyskach Brytyjskiej Wspólnoty Narodów, zdobył złoty medal w wadze lekkopółśredniej, a cztery lata później, triumfował w wadze półśredniej.